# 龍爪堰駅
龍爪堰駅（りょうしょうえんえき、中国語：龙爪堰站、英語：Longzhuayan Station）は中国四川省成都市武侯区中環路武陽大道段にある、成都地下鉄7号線の駅。2017年6月2日に開業。工事期間中の仮駅名は「清水河大橋駅」。「龍爪堰」という駅付近の地名に因んで名づけられた。

## 歴史
- 2015年4月29日 - 駅主要構造が完成[4]。
- 2017年12月6日 - 開業[2]。

## 駅構造
島式ホーム1面2線の地下駅。
| 地上      |                                 | 出入口                            |  |
| 地下 一階 | 駅ロビー                        | 安全検査、券売機、駅売店          |  |
| 地下 二階 |                                 | ■7号線 外回り （次の駅:武侯大道） |  |
| 地下 二階 | 島式ホーム                      |                                   |  |
| 地下 二階 | ■7号線 内回り （次の駅:東坡路） |                                   |  |

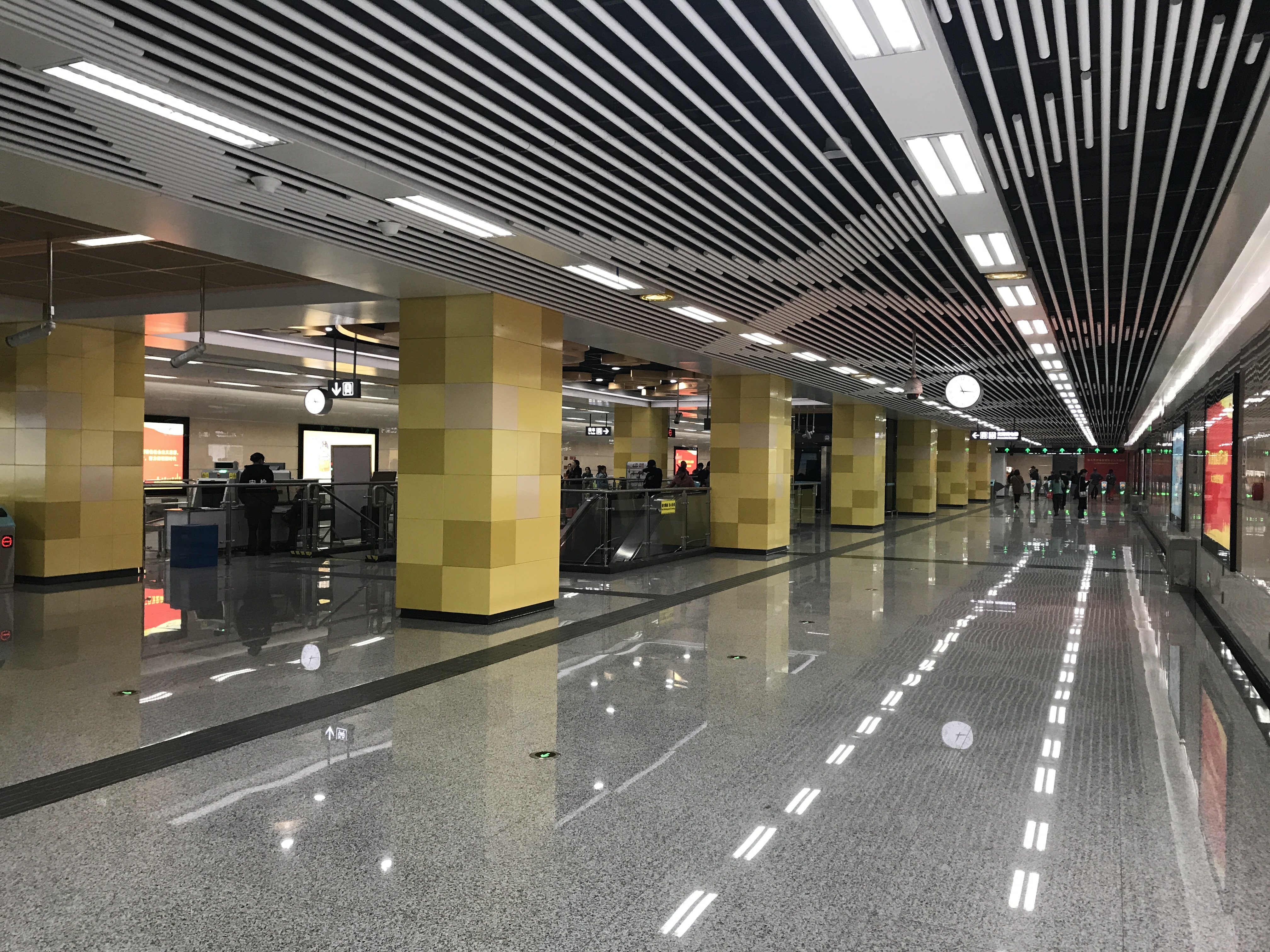
一階通路
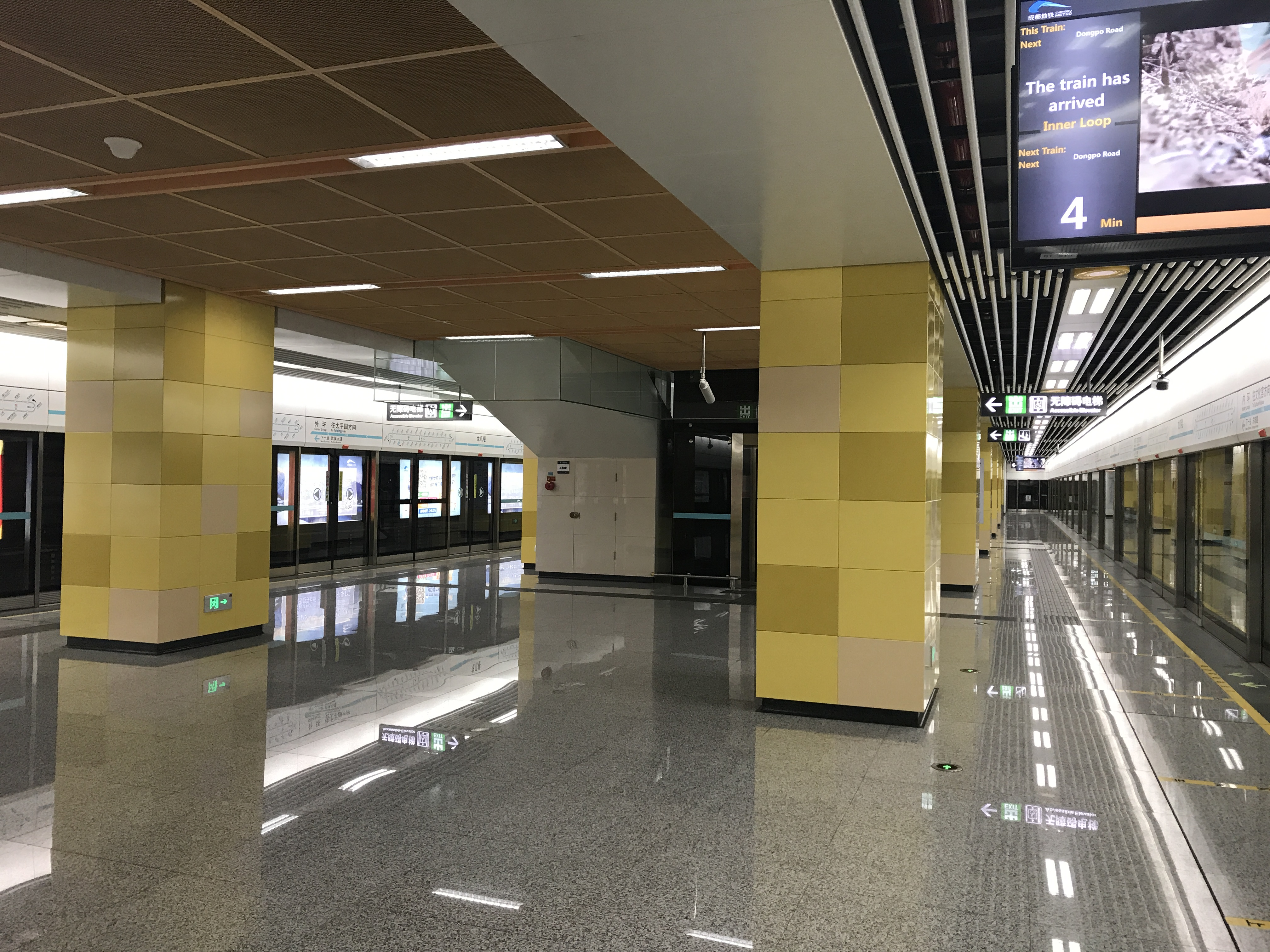
ホーム

## 出入口
出入口は5つある。
|                                               |      |                  |                          |
| 出入口番号                                    | 設備 | 場所             | 出入口周辺               |
| 出口 · A                                      |      | 中環路武陽大道段 | 綠城花園、龍祥路小學     |
| 出口 · B                                      |      | 中環路武陽大道段 | 麗景華庭、炎華置信花間集 |
| 出口 · C · 1                                  |      | 龍騰西路         | 成都花園、水潤緹香       |
| 出口 · C · 2                                  |      | 龍騰西路         | 金林·俊景、紅運花園      |
| 出口 · D                                      |      | 中環路武陽大道段 | 正基·城市主場、領秀別墅  |
| 注： エレベーター \| 車椅子の昇降台 \| トイレ |      |                  |                          |

## 隣の駅
成都地下鉄
■7号線
武侯大道駅 - 龍爪堰駅  - 東坡路駅